# Пиперица
Пиперица је насељено место у општини Сандански у области Благоевград, Бугарска. Према попису из 2021. године било је 11 становника.
У Етнографији вилајета Адријанопољ, Монастир и Салоника, штампаној у Цариграду 1878. године, која се односи на мушко станоништво 1873. године, Пиперица је село са 48 домаћинства и 160 житеља Словена.